# Lophojoppa leprieurii
Lophojoppa leprieurii är en stekelart som först beskrevs av Maximilian Spinola 1840.  Lophojoppa leprieurii ingår i släktet Lophojoppa och familjen brokparasitsteklar. Inga underarter finns listade i Catalogue of Life.